# Listă de pictori americani
Această pagină este o listă a pictorilor americani. 

## Secolul al XXI-XX-lea

#### A

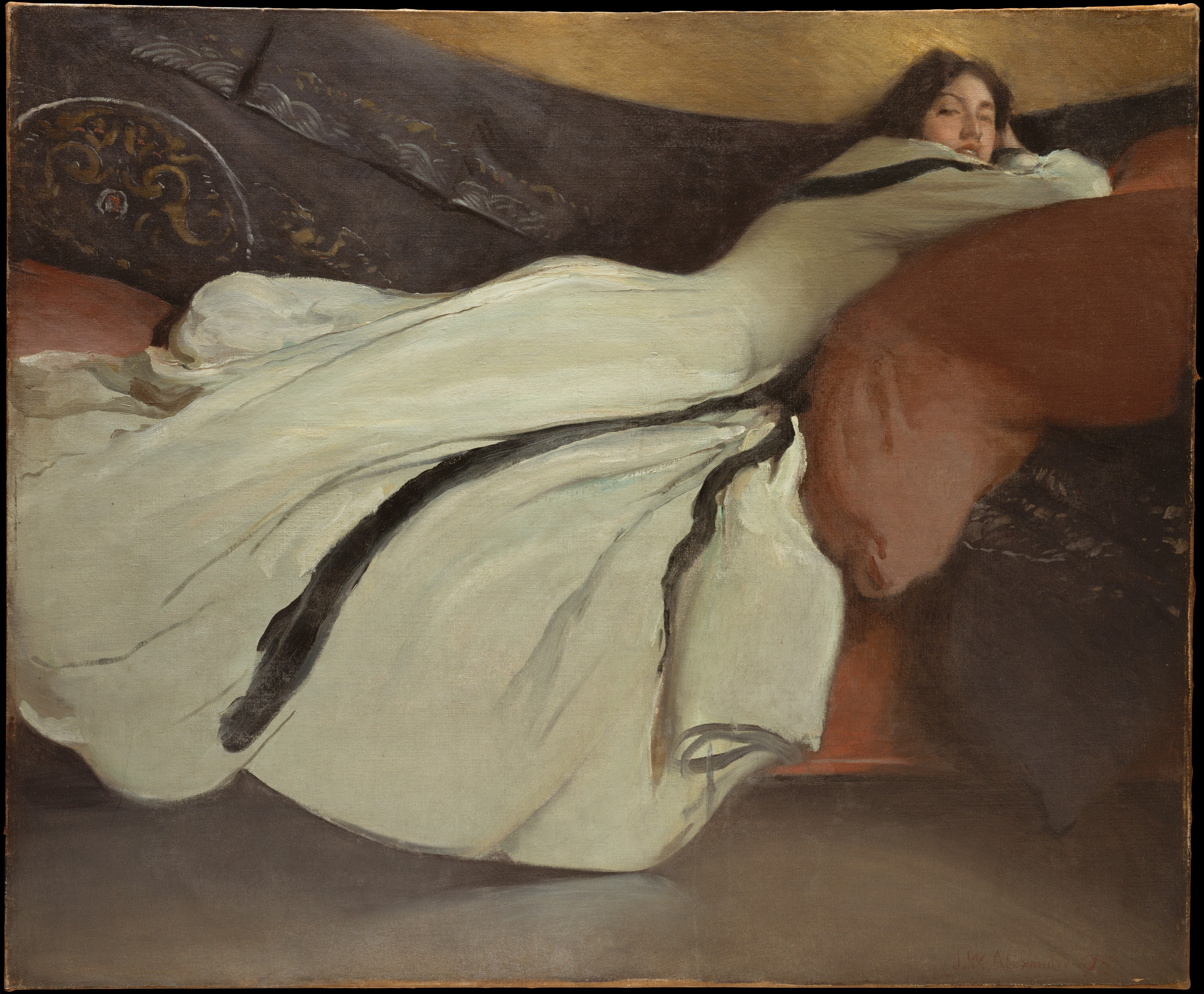
John White Alexander: Odihnă

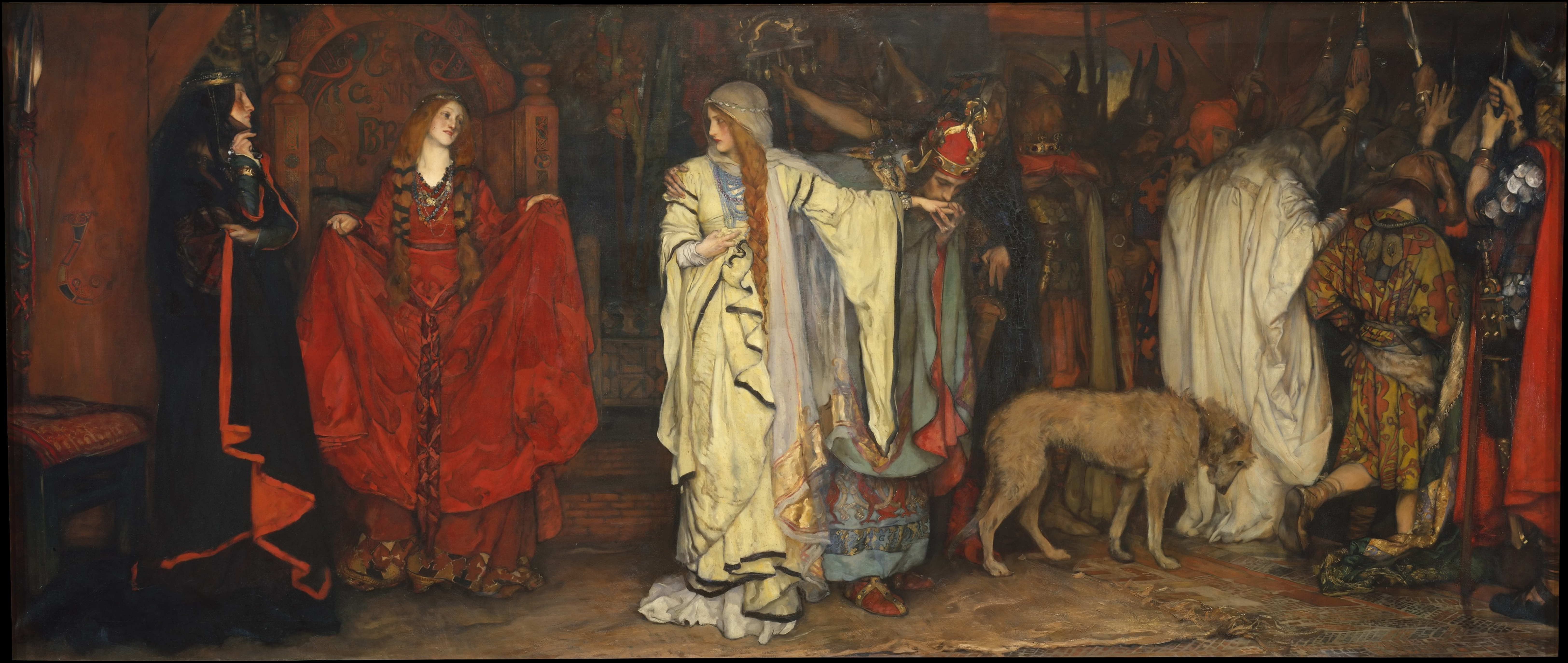
Edwin Austin Abbey: King Lear

- Edwin Austin Abbey (1852–1911),
- Herbert Abrams (1921–2003),
- Courtney Adams,
- Dee Adams,
- Lisa Adams (n.1955)
- Norman Adams,
- Peter Seitz Adams,
- Eric Aho,
- Guy Aitchison,
- Jay Alders,
- Mihail Aleksandrov,
- Larry D. Alexander,
- Brian Alfred,
- Jere Allen,
- Thomas B. Allen,
- Steve Allrich,
- Don Almquist,
- Ellen Altfest,
- Harold Ambellan,
- Lee J. Ames,
- Robert Amft,
- Gene Amondson,
- Omri Amrany,
- William Anastasi,
- Joe Andoe,
- Brian Andreas,
- Benny Andrews,
- T. Bill Andrews,
- George Angelini,
- William Anthony,
- Anthony Apesos,
- Timothy App,
- Kevin Appel,
- Eddie Applegate,
- Dave Archer,
- Mino Argento,
- Marshall Arisman,
- Arman,
- Oliver Arms,
- Duane Armstrong,
- Charles Arnoldi,
- David Aronson,
- Wendy Artin,
- Richard Artschwager,
- Asencio,
- Dennis Ashbaugh,
- Steven Assael,
- Dan Attoe,
- Anthony Ausgang,
- Edward Avedisian,

#### B

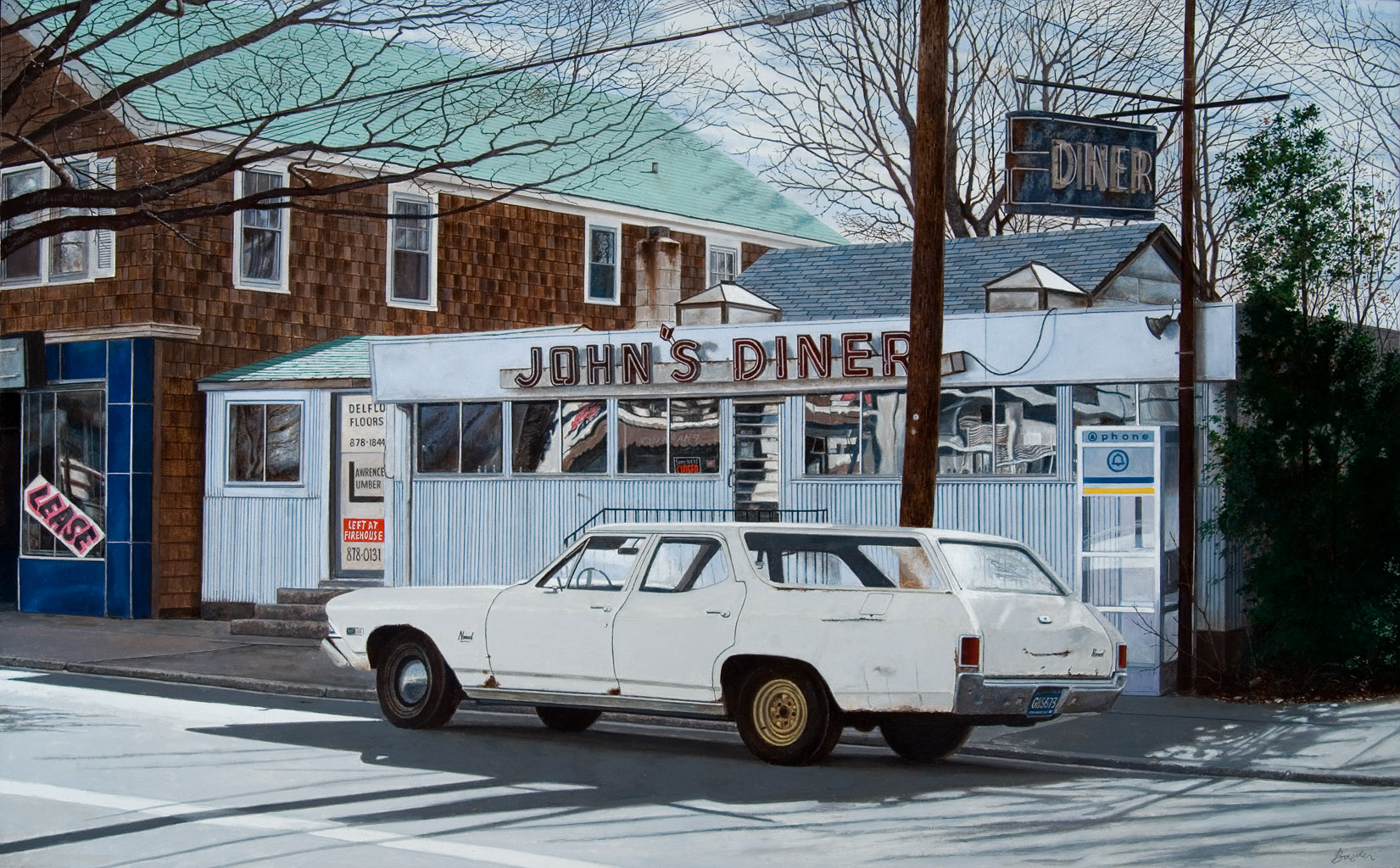
John Baeder - John's Diner with John's Chevelle, 2007

- Donald Baechler,
- John Baeder,
- Gretchen Baer,
- Jo Baer,
- William H. Bailey,
- John Dyer Baizley,
- Ralph Bakshi,
- Aleksander Balos,
- John Balossi,
- James Bama,
- Walter Darby Bannard,
- John Banovich,
- Belle Baranceanu,
- Lori Baratta,
- Wayne Barlowe,
- Bill Barminski,
- Ernie Barnes,
- Will Barnet,
- Bill Barrett (artist),
- Harris Barron,
- Bo Bartlett,
- Hernan Bas,
- Juan Fernando Bastos,
- John Bauer (),
- Mathieu Bauer,
- Edgar Schofield Baum,
- Stefan Baumann,
- Jack Beal,
- Stephen Beal,
- Alan Bean,
- Alex Beard,
- Mark Beard (artist),
- Arthello Beck,
- Martin Beck (pictor),
- Miriam Beerman,
- Gene Beery,
- Howard Behrens,
- Gisela Beker,
- EC Bell,
- J. Bowyer Bell,
- Michael Bell (artist),
- Kent Bellows,
- Marilyn Bendell,
- Tony Bennett,
- Kafi Benz,
- Jason Berger,
- Debra Bermingham,
- William Berra,
- Mike Bidlo,
- Semyon Bilmes,
- Michael Birawer,
- Brandon Bird,
- Tim Biskup,
- Lee Bivens,
- Biagio Black,
- Thomas Blackshear,
- Carl Blair,
- Robert Noel Blair,
- Jeremy Blake,
- Mortimer Blake,
- Sebastian Blanck,
- Phil Blank,
- Ross Bleckner,
- Amanda Roth Block,
- Hyman Bloom,
- Randy Bloom,
- Toby Bluth,
- George Bogart,
- James Bohary,
- Gideon Bok,
- Irvin Bomb,
- James Belton Bonsall,
- Emery Bopp,
- Joe Boudreau,
- Marshall Bouldin III,
- David Bowes,
- Joseph Bowler,
- Katherine Bowling,
- Jack Boynton,
- Paul Brach,
- Mark Bradford,
- David Bradshaw,
- John Bramblitt,
- Robert J. Brawley,
- Robert Breer,
- T. E. Breitenbach,
- Art Brenner,
- Alex Brewer,
- David Brewster (pictor),
- Antonio Broccoli Porto,
- Patricia Broderick,
- Gerald Brom,
- Angie Elizabeth Brooksby,
- David Brown (artist),
- Greg Brown (pictor),
- James Brown (artist),
- Robert Brown (cartoonist),
- Theophilus Brown,
- Dixie Browning,
- Harold Bruder,
- Erik Brunetti,
- Lewis Bryden,
- Justin Bua,
- Deborah Buck,
- Buff Monster,
- Simon Bull,
- Byron Burford,
- Ray Burggraf,
- Gary Burghoff,
- Sam Butcher,
- Benjamin Butler,
- Luke Butler,

#### C
- Hugh Cabot III,
- Armand Cabrera,
- Jeff Cahill,
- Sarah Cain,
- Andrea Callard,
- Richard Callner,
- Humberto Calzada,
- Thomas Campbell (visual artist),
- Jeremy Caniglia,
- Captain Beefheart,
- Peter Caras,
- Trevor Carlton,
- Rhea Carmi,
- Squeak Carnwath,
- Nicolas Carone,
- Lawrence Carroll,
- Michael Cartellone,
- Reginald Case,
- Lynda Caspe,
- Ronald Verlin Cassill,
- Jack Cassinetto,
- Michele Cassou,
- Mathew Cerletty,
- Doris Totten Chase,
- Louisa Chase,
- Ronald Chase,
- Russell Chatham,
- Hilo Chen,
- Chen Chi,
- Thomas Chimes,
- Alan Chin (artist),
- Trevor Chowning,
- Dan Christensen,
- James C. Christensen,
- Tom Christopher,
- Frank Cieciorka,
- Edward Clark (artist),
- Timothy J. Clark (artist),
- Manon Cleary,
- Chuck Close,
- William Clutz,
- Peggy Clydesdale,
- Guy Cobb,
- Jon Coffelt,
- Jack Coggins,
- Colab,
- Donald Cole (pictor),
- Dylan Cole,
- James Coleman (American artist),
- Joe Coleman (pictor),
- Robert Colescott,
- Jacob Collins,
- Paul Collins (artist),
- Greg Colson,
- Clayton Colvin,
- Jason Colvin,
- Guy Colwell,
- George Condo,
- Seamus Conley,
- Tim Conlon (artist),
- John Connell,
- Thomas Hudson Connell,
- Bruce Conner,
- Barnaby Conrad III,
- Daniel Conrad,
- Cynthia Cooley,
- Thomas Cornell (artist),
- Bob Coronato,
- Will Cotton,
- Jack Coughlin (artist),
- Rosemary Cove,
- Kinuko Y. Craft,
- Clayton Crain,
- Walton Creel,
- Ernest Crichlow,
- Andrew Criss,
- Allan Crite,
- Keith Crown,
- Robert H. Cumming,
- William Cumming (artist),
- John Currin,
- Quentin Curry,
- Walt Curtis,

#### D

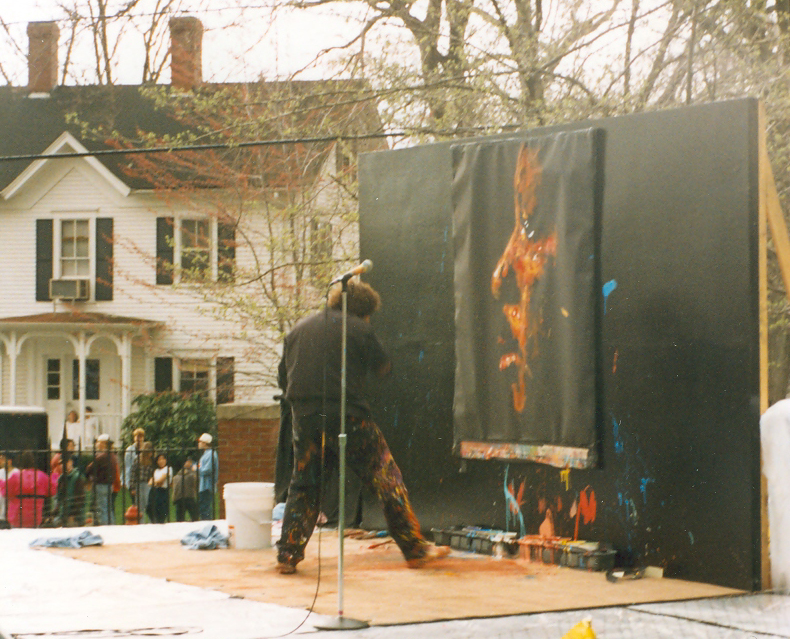
Denny Dent pictându-l pe Martin Luther King

- Robert Dafford,
- Jamie Dalglish,
- Thomas Aquinas Daly,
- Nassos Daphnis,
- Alexandru Darida,
- Guy Davenport,
- Michael David (pictor),
- Bill Davis (artist),
- Gerald Davis (American artist),
- Ronald Davis,
- Lindsay Dawson,
- Warren Dayton,
- João de Brito,
- Roy De Forest,
- Nelson De La Nuez,
- Robert DeBlieux,
- George Deem,
- Louis Delsarte,
- Denny Dent,
- Vincent Desiderio,
- John DeStefano,
- Mara Devereux,
- David Dewey,
- James DeWoody,
- Daniel Martin Diaz,
- Francesca DiMattio,
- Jim Dine,
- Harvey Dinnerstein,
- John Taylor Dismukes,
- Don Dixon (artist),
- Terry Dixon (artist),
- Tomory Dodge,
- Monte Dolack,
- Enrico Donati,
- Ron Donoughe,
- Donray,
- Michael Dormer,
- Doris Downes,
- William Franklin Draper,
- Grant Drumheller,
- John Dubrow,
- Dick Duerrstein,
- Lucien Dulfan,
- Dan Dunn (pictor),

#### E
- Alan Ebnother,
- Don Eddy,
- Gregory Edwards,
- Alexandra Eldridge,
- Harrison Ellenshaw,
- Ted Ellis (artist),
- John Ennis (artist),
- Rob Erdle,
- Derek Erdman,
- Inka Essenhigh,
- Richard Estes,
- Christopher Leith Evans,
- Jim Evans (artist),
- Tom Everhart,
- Bart Exposito,

#### F

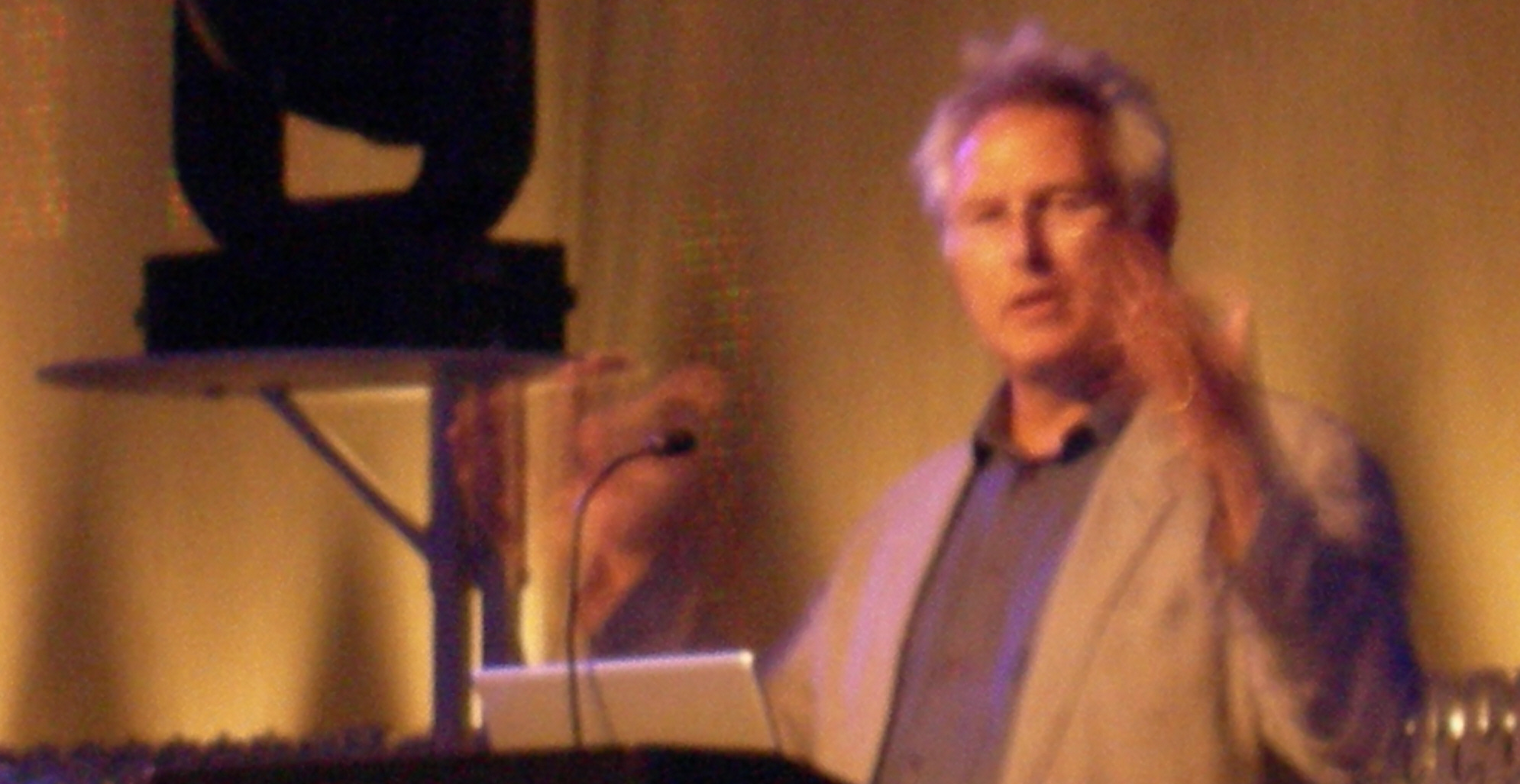
Eric Fischl

- Gary Faigin,
- Charles Fazzino,
- T. Lux Feininger,
- John Fekner,
- Al Feldstein,
- Max Ferguson (pictor),
- Walter Ferguson,
- Thomasita Fessler,
- James Fiorentino,
- John Fischer (pianist),
- Eric Fischl,
- Janet Fish,
- Christopher Fitzgerald (artist),
- Audrey Flack,
- Michael Flohr,
- Robert Florczak,
- Sam Flores,
- Tim Folzenlogen,
- Caio Fonseca,
- Bart Forbes,
- Clinton Ford (pictor),
- Walton Ford,
- Patricia Tobacco Forrester,
- Joe Forte,
- Jon Foster (artist),
- Brian Fox (artist),
- Colin Frangicetto,
- Mary Frank,
- Michael Frary,
- Arnold Friberg,
- Gregory William Frux,
- Makoto Fujimura,
- Barnaby Furnas,

#### G
- George Gabin,
- Michael B. Gallagher,
- Stephen Gamson,
- Simon Gaon,
- Charles Garabedian,
- Jedd Garet,
- David Garibaldi (artist),
- David Geiser,
- Herbert Gentry,
- Paul Georges,
- Wedo Georgetti,
- Dan Gheno,
- Donato Giancola,
- Vassilios Giavis,
- Eric Gibbons,
- David Warren Gibson,
- Jill Gibson,
- Jeremy Gilbert-Rolfe,
- James Gill (artist),
- Sam Gilliam,
- Paul Giovanopoulos,
- Lawrence Gipe,
- Graham Goddard,
- Ralph Goings,
- Berta Rosenbaum Golahny,
- Michael Goldberg,
- Rolland Golden,
- Evan Goldman,
- Jack Goldstein,
- Peter Golfinopoulos,
- Leon Golub,
- Sarah Beth Goncarova,
- Joe Goode,
- Jeremiah Goodman,
- Robert Goodnough,
- R. C. Gorman,
- Henry Gorski,
- Vladimir Gorsky,
- Bryten Goss,
- Cleve Gray,
- Art Green (artist),
- Joanne Greenbaum,
- Daniel Greene (artist),
- Nathan Greene,
- Aurelio Grisanty,
- Gronk (artist),
- Alex Gross,
- Mark Grotjahn,
- Andrew Guenther,
- Brian Guidry,
- Robert Guinan,
- Henry Gunderson (artist),
- Grigory Gurevich,
- Tim Guthrie,

#### H
- Richard Haas,
- David Hacker (sculptor),
- Michael Hafftka,
- Karl Hagedorn,
- Doug Hall (pictor),
- Peter Halley,
- Doc Hammer,
- Frederick Hammersley,
- Patrick Earl Hammie,
- Raymond Han,
- Trenton Doyle Hancock,
- Marc Handelman,
- Ray Harm,
- Lawrence Harris,
- Jan Harrison,
- Julie Harvey (artist),
- Timothy Hasenstein,
- Julius Hatofsky,
- Julian Hatton,
- Daniel Hauben,
- Laurel Hausler,
- Jim Hautman,
- Joe Hautman,
- Robert Hautman,
- Sam Havadtoy,
- James Havard,
- Paul Havas,
- Robb Havassy,
- Marvin Hayes,
- Grant Hayunga,
- James Hayward (artist),
- Julie Heffernan,
- Phillip Hefferton,
- Gus Heinze,
- Barkley L. Hendricks,
- Adreon Henry,
- Daniel Hesidence,
- John A. Hiigli,
- Henry Hill,
- Jim Hodges (artist),
- Snowden Hodges,
- Terry Hoff,
- Jeffrey Scott Holland,
- Gino Hollander,
- Fred Holle,
- Frank Holliday,
- Laurel Holloman,
- Anson Holzer,
- Nicholas Hondrogen,
- Peregrine Honig,
- Violet Hopkins,
- Axel Horn,
- Ian Hornak,
- John Sherrill Houser,
- Delmas Howe,
- Brian Hubble,
- Christopher Hudgens,
- Bryce Hudson,
- Robert H. Hudson,
- Clark Hulings,
- Robert Hunt (ilustrator),
- Heather Hunter,
- Judson Huss,
- Michael Hussar,
- James F. Hutchinson,

#### I
- John Stuart Ingle,
- Mark Innerst,
- Geof Isherwood,

#### J
- Billy Morrow Jackson,
- Matthew Day Jackson,
- Paul Jackson (artist),
- Tim Jacobus,
- Todd James,
- Steve Jameson,
- Philip Jamison,
- Mark Janicello,
- Marcus Jansen,
- Jonathan Janson (pictor),
- Barbara Januszkiewicz,
- James Jaxxa,
- James Jean,
- Paul Jenkins (pictor),
- Ivan Jenson,
- John John Jesse,
- Jessicka,
- Ted Joans,
- Chris Johanson,
- Jasper Johns,
- Donny Johnson,
- Betty Merken,
- Howard David Johnson,
- Lester Johnson (artist),
- Mitchell Johnson (pictor),
- Stephen Baron Johnson,
- Jeff Jordan (pictor),
- Tony Juliano,
- Theodore Jurewicz,

#### K
- Vasily Kafanov
- Max Kahn
- Wolf Kahn
- Gary Kaleda
- Matthew Kandegas
- Nabil Kanso
- Chris Karras
- Stephen Kasner
- David Kassan
- Jacob Kassay
- Karl Kasten
- Christina Katrakis
- Jack Katz (artist)
- Morris Katz
- Steve Keene
- Becky Kelly (artist)
- Daniel Kelly (artist)
- James Kelly (artist expresionist)
- Tim Kent
- Brian Kershisnik
- Daniel Patrick Kessler
- Clay Ketter
- Josh Keyes
- Richard Keyes
- Isao Kikuchi
- Byron Kim
- Wesley Kimler
- William Kincaid
- Dave Kinsey
- Everett Kinstler
- R. B. Kitaj
- Ruth Kligman
- Don Kloetzke
- Cynthia Knott
- Simmie Knox
- Paul Kolker
- Harvey Konigsberg
- Darell Koons
- Jeff Koons
- Barry Kooser
- Chaim Koppelman
- Frances Kornbluth
- Mark Kostabi
- Graig Kreindler
- Kate Kretz
- Susan Krieg
- Irving Kriesberg
- Lev Kublanov
- Walter Kuhlman
- Romas Kukalis
- Robert Kulicke
- Mike Kungl
- Mort Künstler
- Robert Kushner (artist)

#### L
- Ron Laboray,
- Dan Lacey,
- Gabriel Laderman,
- Ronnie Landfield,
- Mark A. Landis,
- Matthew Langley,
- Bob Larkin,
- Vance A. Larson,
- Franck de Las Mercedes,
- Jonathan Lasker,
- Chris Lattanzio,
- Geoffrey Laurence,
- T. Allen Lawson,
- Eugene Leake,
- John Lees (artist),
- Luc Leestemaker,
- Riva Lehrer,
- Jodi Leib,
- Don Leicht,
- Robert Lentz,
- David Lenz,
- Jonathan Lerman,
- Roy Lerner,
- John Levee,
- Jack Levine,
- Richmond Lewis,
- Zane Lewis,
- Irene Lieblich,
- Malcolm T. Liepke,
- David Ligare,
- Terrance Lindall,
- Allan Linder,
- Guy Lipscomb,
- Stephen Little,
- Lucy Liu,
- Kevin Llewellyn,
- Thomas Locker,
- Damian Loeb,
- Tom Loepp,
- Robert Longo,
- Gary Lord,
- Robert Lostutter,
- Alvin D. Loving,
- Tim Lowly,
- Jia Lu,
- Allan Ludwig,
- Carol Lummus,
- David Lund,
- Tor Lundvall,
- John Lurie,

#### M
- Fred Machetanz,
- William MacKendree,
- A.D. Maddox,
- Calvin Maglinger,
- Christopher Mangum,
- Robert Maguire,
- Jules Maidoff,
- Clarence Major,
- Yuri Makoveychuk,
- Danny Malboeuf,
- Jason Maloney,
- Gregory Manchess,
- Robert Mangold,
- David Mann (artist),
- Marilyn Manson,
- Brice Marden,
- David Margolis (artist),
- Alden Marin,
- Osvaldo Mariscotti,
- Terry Marks,
- Don H. Marr,
- Ken Marschall,
- Kerry James Marshall,
- Agnes Martin,
- America Martin (artist),
- Bill Martin (artist),
- Eugene J. Martin,
- Knox Martin,
- Tony Martin (artist),
- César Martínez (artist),
- Frank Martínez (artist),
- John Martinez (artist),
- John Mascaro,
- Frank Herbert Mason,
- Stan Masters,
- Ealy Mays,
- Maxwell Mays,
- Michael Mazur,
- Jay McCafferty,
- Paul McCarthy,
- Patrick McCay,
- Harry McCormick,
- Philip McCracken,
- Benjamin McCready,
- Henry E. McDaniel,
- McDermott & McGough,
- Jim McDermott (illustrator),
- Steve McElroy,
- James McGarrell,
- Ryan McGinness,
- Robert McGinnis,
- Tom McGrath (artist),
- Casey McKee,
- Chuck McLachlan,
- Jack McLarty,
- Rodney McMillian,
- Jim McNitt,
- Cliff McReynolds,
- Faris McReynolds,
- Alex McVey,
- Stu Mead,
- Stanley Meltzoff,
- Kenney Mencher,
- Ryan Mendoza,
- Edward Meneeley,
- Richard Merkin,
- Daniel Merriam,
- Arnold Mesches,
- Sam Messer,
- Landon Metz,
- Melissa Meyer,
- Jin Meyerson,
- James Michalopoulos,
- Raoul Middleman,
- Matt Mignanelli,
- Alberto Mijangos,
- Jay Milder,
- Jen Miller,
- Richard J. Miller,
- Mark Milloff,
- D. Jeffrey Mims,
- Harry Mintz,
- Stephen Missal,
- Peter Missing,
- Luna H. Mitani,
- Dean Mitchell,
- Richard Mock,
- Jenny Mollen,
- Franco Mondini-Ruiz,
- Eduardo Montes-Bradley,
- Belinda Montgomery,
- Tom Moody (artist),
- Anthony N. Moore,
- Frank Moore (performance artist),
- Kelly L. Moran,
- Elemore Morgan, Jr.,
- Jerry Moriarty,
- Jim Morin,
- Hiroki Morinoue,
- Burton Morris,
- Robert Morris (artist),
- Carla Morrow,
- Greg Mort,
- Forrest Moses,
- Robert Moskowitz,
- Patrícia Mota,
- Stanley Mouse,
- Carrie Moyer,
- Stephen Mueller,
- Martin Mull,
- Craig Mullins,
- Steve Mumford,
- Charles Munch (pictor),
- Patrick McGrath Muñíz,
- Loren Munk,
- John Murdoch (artist),
- Elizabeth Murray (artist),
- James Austin Murray,
- Scott Myers,

#### N
- Stephen Howard Naegle,
- Aaron Nagel,
- Stephen Namara,
- Lisa Nankivil,
- Robert Natkin,
- John Nava (pictor),
- Michael Shane Neal,
- Robert Neffson,
- John Randall Nelson,
- Richard Christian Nelson,
- Manuel Neri,
- Jackson Lee Nesbitt,
- Blake Paul Neubert,
- Neith Nevelson,
- Michael Newberry,
- Roy Newell,
- Alexander Ney,
- Gladys Nilsson,
- Noah (American pictor),
- David Nordahl,
- Earl Norem,
- Dax Norman,
- Ben Norris,
- Jim Nutt,

#### O
- Ryan Obermeyer,
- Chuck Oberstein,
- Hugh O'Donnell (artist),
- Paige O'Hara,
- Fred Oldfield,
- Nathan Oliveira,
- Hal Olsen,
- Robert W. Olszewski,
- John O'Neil (pictor),
- Don O'Neill,
- Angel Otero,
- Opie Otterstad,
- Laura Owens,
- Auseklis Ozols,

#### P
- William Pachner,
- Paul A. Paddock,
- John Jude Palencar,
- Michael Pangrazio,
- George Papassavas,
- Joon Park (artist),
- Michael Parkes,
- Eric Parnes,
- Steven Parrino,
- Kenneth E. Parris III,
- Graydon Parrish,
- Del Parson,
- Ed Paschke,
- Walter Pashko,
- George Passantino,
- Francis X Pavy,
- Philip Pearlstein,
- Henry C. Pearson,
- Peter Pearson,
- Alan Peckolick,
- Olivia Peguero,
- Joel Pelletier,
- Jeremy Penn,
- Vincent Pepi,
- Dick Perez,
- Nehemiah Persoff,
- Roland Petersen,
- Denis Peterson,
- Irving Petlin,
- Bruce Piermarini,
- Howardena Pindell,
- Richard Pionk,
- Dan Piraro,
- Joseph Pisani,
- John Pitre,
- Lari Pittman,
- Peter Plagens,
- George Pocheptsov,
- Jonathan Podwil,
- Alexander Pogrebinsky,
- Stephen Polin,
- Arthur Polonsky,
- Larry Poons,
- William Pope.L,
- William Powhida,
- Lucio Pozzi,
- Edward Pramuk,
- David Foster Pratt,
- George Pratt (artist),
- David R. Prentice,
- Richard Prince,
- Tony Pro,
- Paine Proffitt,
- Stephen Pusey,

#### Q
- Robert L. Qualters,

#### R
- Simon Raab,
- Robert Raack,
- Maria Rabinky,
- Bissan Rafe,
- Joseph Raffael,
- Robert E. L. Rainey,
- Rallé (artist),
- Rammellzee,
- Mel Ramos,
- Richard Rappaport,
- Robert L. Rasmussen,
- David Ratcliff,
- Robert Rauschenberg,
- Rex Ray,
- Geoffrey Raymond,
- Rebecca Chamberlain,
- Joseph Reboli,
- Terry Redlin,
- David Reed (artist),
- Paul Reed (artist),
- Scott Reeder (artist),
- Bob Reese,
- Richard Stone Reeves,
- Brett Reichman,
- Del Rendon,
- Paul Resika,
- Milton Resnick,
- Jesse Richards,
- Willy Bo Richardson,
- George H. Richmond,
- Joe Riley (artist),
- Matt Rinard,
- James Rizzi,
- Tony Robbin,
- Mario Robinson,
- Suellen Rocca,
- Keith Rocco,
- Fermin Rocker,
- Stephen Rodefer,
- Terry Rodgers,
- George Rodrigue,
- Anita Rodriguez,
- Edel Rodriguez,
- Howard Rogers,
- Ronald Ray Rogers,
- Ruth Rogers-Altmann,
- Tim Rogerson,
- Arik Roper,
- Herman Rose,
- Alex Ross,
- Gale Fulton Ross,
- Barbara Rossi,
- Julie Rotblatt-Amrany,
- David Wells Roth,
- Antonio Roybal,
- Deborah Rubin,
- Joel Rudnick,
- Reynold Ruffins,
- Kris Ruhs,
- Ken Rumbaugh,
- Michele Rushworth,
- Alfred Russell (artist),
- Brian Rutenberg,
- John Ruthven (artist),
- KRK Ryden,
- Mark Ryden,
- Robert Ryman,

#### S
- Martin Saar,
- Betty Sabo,
- Peter M. Sacks,
- Don Sahli,
- Eugene Salamin (artist),
- David Salle,
- John Salminen,
- Jim Salvati,
- Lucas Samaras,
- Joseph Sanchez,
- John Howard Sanden,
- Joop Sanders,
- Joseph Santos,
- Jon Sarkin,
- Gheorghe Șaru,
- Marco Sassone,
- Tadashi Sato,
- Tully Satre,
- Warren Sattler,
- Peter Saul,
- Tom Savage (pictor),
- Stephen S. Sawyer,
- Harry Schaare,
- Kenny Scharf,
- Cal Schenkel,
- Richard Schmid,
- Christoph Schmidberger,
- Julian Schnabel,
- George Schneeman,
- Todd Schorr,
- Viktor Schreckengost,
- Rene Romero Schuler,
- Susan Schwalb,
- John T. Scott,
- Richard T. Scott,
- Sean Scully,
- John Seery,
- Zachary Selig,
- Charles Seliger,
- Seong Moy,
- Sueo Serisawa,
- Nelson Shanks,
- Harold Shapinsky,
- Nat Mayer Shapiro,
- Honoré Desmond Sharrer,
- Jim Shaw (artist),
- Kendall Shaw,
- Mark Sheinkman,
- Ophrah Shemesh,
- Robert B. Sherman,
- Nicolas F. Shi,
- Frank Shifreen,
- Aaron Shikler,
- Izya Shlosberg,
- Kevin A Short,
- Stephen Shortridge,
- Stass Shpanin,
- Alan Shuptrine,
- James Siena,
- Todd Siler,
- Susan Sills,
- Burton Silverman,
- William Silvers,
- Greg Simkins,
- Danny Simmons,
- Merton Simpson,
- Stephanie Skabo,
- Blue Sky (artist),
- Eva Slater,
- Miriam Slater,
- Hunt Slonem,
- Guy Richards Smit,
- Arthur Hall Smith,
- Cedric Smith (pictor),
- Daniel Smith (artist),
- Mark T. Smith,
- Zak Smith,
- Joan Snyder,
- Jan Sobczyński,
- Sasson Soffer,
- Tim Solliday,
- Joseph Solman,
- Erik Sommer,
- Jeff Soto,
- Randy Souders,
- Scott A. Spencer,
- Nancy Spero,
- Eleanor Spiess-Ferris,
- Tibor Spitz,
- R. B. Sprague,
- Sebastian Spreng,
- Victor Stabin,
- Julian Stanczak,
- Therman Statom,
- Len Steckler,
- Joe Stefanelli (pictor),
- Jophen Stein,
- Philip Stein,
- Pat Steir,
- David D. Stern,
- Hollie Stevens,
- Karl Stevens,
- Mark Stock,
- Charles Stokes,
- Stan Stokes,
- Bill Stoneham,
- David Stoupakis,
- Frank Stout (artist),
- Renee Stout,
- William Stout,
- Spar Street,
- James Strombotne,
- Gloria Stuart,
- Michael Sturdy,
- Kelly Sueda,
- Don Suggs,
- Donald Sultan,
- Robert Summers (artist),
- Rob Surette,
- George B. Sutherland,
- Fred Swan,
- John August Swanson,
- Don Swartzentruber,

#### T
- Philip Taaffe,
- Barbara Takenaga,
- Jonathan Talbot,
- James Talmadge,
- Michael Tarbi,
- Stephen Tashjian,
- Hayley Taylor,
- Gerard Francis Tempest,
- Moris Tepper,
- Charles Tersolo,
- Mark Texeira,
- Wayne Thiebaud,
- J. Craig Thorpe,
- Arthur Thrall,
- Rick Timmons,
- David Tineo,
- Richard Titlebaum,
- Alton Tobey,
- Jami Tobey,
- Alan S. Tofighi,
- Mose Tolliver,
- Fred Tomaselli,
- Timothy Tompkins,
- Tomshinsky,
- George Tooker,
- John Torreano,
- Robert Toth,
- Vasile Troian,
- Don Troiani,
- Ernest Trova,
- Israel Tsvaygenbaum,
- Igor Tulipanov,
- Garner Tullis,
- Glennray Tutor,
- Stanley Twardowicz,
- Leo Twiggs,
- Kent Twitchell,
- Cy Twombly,

#### U
- Tom Uttech,
- Douglas Max Utter,

#### V
- Boris Vallejo,
- Mark Vallen,
- Dorothy Van,
- Ted Vasin,
- Mark Dean Veca,
- Alan Vega,
- James Verbicky,
- Nicola Verlato,
- Robert Vickrey,
- Jovan Karlo Villalba,
- Henry Villierme,
- Tom Vincent,
- Tyler Vlahovich,
- Don Voisine,
- Eric Von Schmidt,
- Tomas Vu,

#### W
- John Waguespack,
- Anthony Waichulis,
- Lee Waisler,
- Frank Walls,
- Dan Walsh,
- Russ Warren,
- Jeffrey Wasserman,
- Charles Waterhouse (artist),
- Sarah Webb (pictor),
- Ben Weiner,
- Matthew Weinstein,
- Don Weller (pictor),
- Neil Welliver,
- Jack Wemp,
- Natasha Wescoat,
- Robin Wesner,
- Tom Wesselmann,
- Pheoris West,
- Stephen Westfall,
- Davyd Whaley,
- Todd White (artist),
- Richard Whitney (artist),
- Jack Whitten,
- Adalin Wichman,
- Mark Wiener,
- Phyllis Wiener,
- Kim Douglas Wiggins,
- Ron Wigginton,
- John Wilde,
- Kehinde Wiley,
- Jerry Wilkerson,
- Hiram D. Williams,
- William T. Williams,
- Thornton Willis,
- James Anthony Wills,
- Charles Banks Wilson,
- Perry Wilson,
- Terry Winters,
- Charles Wish,
- Dan Witz,
- Emerson Woelffer,
- Jack Wolfe (artist),
- William Wolk,
- Tyrus Wong,
- Paul Wonner,
- Leona Wood,
- George Woodman,
- Christopher Wool,
- Alexi Worth,
- William Wray (artist),
- Robert Wyland,
- Charles Wysocki (artist),

#### Y
- John Yeackle,
- Manoucher Yektai,
- Victoria Yin,
- Zoe Yin,
- Albert York,
- Peter Young (artist),
- Purvis Young,
- Jack Youngerman,

#### Z
- Naureen Zaim,
- Robert Zakanitch,
- Sarah Zar,
- Malcah Zeldis,
- Andrzej Zieliński (artist),
- Pamela Zoline,
- Milford Zornes,
- Larry Zox,
- Kevin Zucker,
- Alfred Zwiebel,
- Zoe Zylowski,

## Secolul al XX-lea

#### A
- Herb Aach
- Edwin Austin Abbey
- Elenore Abbott
- Jackson Miles Abbott
- Rowena Meeks Abdy
- Gertrude Abercrombie
- Charles Aberg
- Israel Abramofsky
- Herbert Abrams
- Ruth Abrams (artist)
- Manuel Gregorio Acosta
- Courtney Adams
- J. Ottis Adams
- Kenneth Miller Adams
- Lisa Adams
- Norman Adams
- Pat Adams
- Peter Seitz Adams
- Wayman Elbridge Adams
- Willis Seaver Adams
- Kathleen Gemberling Adkison
- Samuel Adler (artist)
- Virginia Admiral
- George Adomeit
- Eric Aho
- Charles Avery Aiken
- Guy Aitchison
- Josef Albers
- Olga Albizu
- Adam Emory Albright
- Ivan Albright
- Jay Alders
- Mihail Aleksandrov (pictor)
- Francesca Alexander
- Larry D. Alexander
- Brian Alfred
- Jere Allen
- Thomas B. Allen
- Steve Allrich
- Don Almquist
- Ernest Viggo Almquist
- Charles Alston
- Mathias Alten
- Ellen Altfest
- John Altoon
- Catherine Tharp Altvater
- Cecilia Alvarez
- Mabel Alvarez
- Harold Ambellan
- Lee J. Ames
- Robert Amft
- Gene Amondson
- Emma Amos (pictor)
- Omri Amrany
- William Anastasi
- Abraham Archibald Anderson
- Guy Anderson
- Harry Anderson (artist)
- James McConnell Anderson
- Walter Inglis Anderson
- Joe Andoe
- Brian Andreas
- Benny Andrews
- Eliphalet Frazer Andrews
- T. Bill Andrews
- Anthony Angarola
- George Angelini
- Patrick Angus
- Anonima group
- Thomas Pollock Anshutz
- William Anthony (artist)
- Anthony Apesos
- Timothy App
- Kevin Appel
- Ida Applebroog
- Eddie Applegate
- Alexis Arapoff
- Dave Archer (pictor)
- Mino Argento
- Marshall Arisman
- Arman
- Oliver Arms
- Charlotte Armstrong (baseball)
- Duane Armstrong
- Charles Arnoldi
- David Aronson
- Wendy Artin
- Richard Artschwager
- Asencio
- Dennis Ashbaugh
- Steven Assael
- Constantin Astori
- Dotty Attie
- Dan Attoe
- Barry Atwater (pictor)
- George Ault
- Vivian Louise Aunspaugh
- Anthony Ausgang
- Edward Avedisian
- Milton Avery
- Ralph Avery
- William James Aylward

#### B
- Roscoe Lloyd Babcock
- Alice Baber
- Standish Backus
- Henry Bacon (pictor)
- Lucy Bacon
- Peggy Bacon
- Donald Baechler
- John Baeder
- Gretchen Baer
- Jo Baer
- William Jacob Baer
- William Spencer Bagdatopoulos
- John Bageris
- Florence Riefle Bahr
- William H. Bailey
- John Dyer Baizley
- George Herbert Baker
- Joseph Bakos
- Ralph Bakshi
- Aleksander Balos
- John Balossi
- James Bama
- Walter Darby Bannard
- Henry Bannarn
- John Banovich
- Belle Baranceanu
- Lori Baratta
- George Barker (pictor)
- James Francis Barker
- Wayne Barlowe
- Bill Barminski
- Ernie Barnes
- Will Barnet
- Thomas P. Barnett
- Alice Pike Barney
- Bill Barrett (artist)
- Harris Barron
- John Dodgson Barrow
- George Randolph Barse
- Bo Bartlett
- Emily Newton Barto
- Hernan Bas
- Jean-Michel Basquiat
- Juan Fernando Bastos
- Edgar Schofield Baum
- Walter Emerson Baum
- Gustave Baumann
- Stefan Baumann
- A. S. Baylinson
- William Baziotes
- Gifford Beal
- Jack Beal
- Reynolds Beal
- Alan Bean
- Alex Beard
- Mark Beard (artist)
- Romare Bearden
- Robert Beauchamp
- Cecilia Beaux
- Arthello Beck
- Martin Beck (pictor)
- Raphael Beck
- Maurice Becker
- James Carroll Beckwith
- Miriam Beerman
- Gene Beery
- Howard Behrens
- Gisela Beker
- Charles Bell (pictor)
- EC Bell
- J. Bowyer Bell
- Leland Bell
- Michael Bell (artist)
- George Bellows
- Kent Bellows
- Marilyn Bendell
- Gerrit Beneker
- Tony Bennett
- Frank Weston Benson
- John Prentiss Benson
- Dwight Benton
- Thomas Hart Benton (pictor)
- Kafi Benz
- Jason Berger
- Berman Brothers (pictori)
- Debra Bermingham
- Louis Frederick Bernecker
- John E. Berninger
- Oscar E. Berninghaus
- Theresa Bernstein
- William Berra
- Rick Berry (artist)
- Johann Berthelsen
- Forrest Bess
- Louis Betts
- Leon Bibel
- Sam Butcher

#### C
- Paul Cadmus
- Federico Castellón
- Vija Celmins
- Daniel Clarke
- Henry Clive
- Paul Cornoyer

#### D
- Pierre Daura
- Beauford Delaney
- Robert De Niro (pictor)
- Richard Diebenkorn
- Maynard Dixon
- Enrico Donati
- Arthur Dove

#### E
- Thomas Eakins
- Lawrence Carmichael Earle
- Richard Estes (n.1932)
- Philip Evergood

#### F
- Herbert Fink
- Audrey Flack
- Seymour Fogel
- Sam Francis
- Jane Frank

#### G
- Carmelita Geraghty
- Henri Goetz
- Arshile Gorky
- Douglas Gorsline
- Adolph Gottlieb
- Hardie Gramatky
- Philip Guston
- Herbert Jacob Gute

#### H
- David Hare (pictor)
- Keith Haring
- Bobby Holcomb
- Oscar Howe

#### I
- Eric Isenburger

#### J
- Paul Jenkins (pictor)
- William H. Johnson
- Lois Mailou Jones
- Alfred Jonniaux

#### K
- Ellsworth Kelly
- Ron Kitaj
- Ruth Kligman
- Franz Kline
- Willem de Kooning
- Lee Krasner
- Ting Shao Kuang

#### L
- François Lamore
- Jack Levine
- Roy Lichtenstein
- Richard Lindner
- Morris Louis

#### M
- Frank Malina
- Mark A. Landis
- Ken Marschall
- Peter Max
- Anna Merritt
- Milton Clark Avery
- Joan Mitchell
- Evsa Model
- Frank Montague Moore
- Robert Motherwell
- Gerald Murphy
- Sara Murphy

#### N
- Joseph Nechvatal

#### P
- Max Papart
- Ed Paschke
- Jules Pascin
- Bob Peak
- Irving Petlin
- Charles Pollock
- Jackson Pollock

#### R
- Joseph Raffael
- Ad Reinhardt
- Frank Robbins
- Bob Ross
- Susan Rothenberg
- Mark Rothko

#### S
- Kay Sage
- Will Sampson
- Ben Shahn
- Oliver Smith
- Elaine Sturtevant
- Clyfford Still
- Henry Sugimoto

#### T
- Yves Tanguy
- Pavel Tchelitchev
- Abbott Handerson Thayer
- Wayne Thiebaud
- Mose Tolliver
- Cy Twombly

## Secolul al XIX-lea

#### A
- Abigail May Alcott Nieriker
- Washington Allston

#### B
- James Henry Beard
- George Caleb Bingham
- Frank Myers Boggs
- Elizabeth Jane Gardner Bouguereau
- Léopold Burthe

#### C
- John William Casilear
- George Catlin
- Conrad Wise Chapman
- Thomas Cole
- Paul Cornoyer

#### D
- Robert Scott Duncanson
- Asher Durand

#### E
- Thomas Eakins

#### F
- Edwin Forbes

#### G
- Sanford Robinson Gifford

#### H
- William Jacob Hays
- Thomas Hovenden

#### I
- George Inness

#### K
- John Frederick Kensett

#### L
- Fitz Henry Lane
- Emanuel Leutze

#### M
- Homer Dodge Martin
- Tompkins H. Matteson
- Jervis McEntee
- Anna Merritt
- Louis Rémy Mignot
- Alfred Jacob Miller
- William Sidney Mount

#### N
- Charles Christian Nahl

#### O
- Thornton Oakley

#### P
- Jules Pascin
- Sophia Peabody
- Margaretta Angelica Peale
- Titian Ramsay Peale
- William Henry Powell
- Victor Prevost

#### R
- Thomas Buchanan Read
- Frederic Remington
- Ferdinand Richardt
- Severin Roesen

#### S
- Thomas Sully

#### T
- Jules Tavernier
- Abbott Handerson Thayer

#### W
- Edwin Whitefield

## Secolul al XVIII-lea

#### A
- Washington Allston
- Ezra Ames

#### B
- Joseph Badger
- George Beck
- Henry Benbridge
- Thomas Birch
- Mather Brown

#### C
- Winthrop Chandler
- James Claypoole
- John Singleton Copley
- Michele Felice Cornè

#### D
- Anson Dickinson
- John Drinker
- Jeremiah Dummer (silversmith)
- William Dunlap

#### E
- James Earl
- Ralph Earl
- Jacob Eichholtz

#### F
- Robert Feke
- Robert Field (pictor)
- Charles Fraser (artist)
- James Frothingham

#### G
- John Greenwood (artist)
- Francis Guy

#### H
- John Valentine Haidt
- Rufus Hathaway
- Gustavus Hesselius
- John Hesselius

#### J
- William Jennys
- Joshua Johnson

#### M
- Edward Malbone
- John Mare (pictor)
- Thomas McIlworth

#### P
- Stephen Parrish
- Charles Willson Peale
- James Peale
- Maria Peale
- Raphaelle Peale
- Rembrandt Peale
- John Ritto Penniman
- Charles Peale Polk
- Matthew Pratt

#### R
- John Ramage
- Mary Roberts (pictor)
- Thomas Ruckle

#### S
- Henry Sargent
- John Rubens Smith
- John Smybert
- Nathaniel Smybert
- Joseph Steward
- Gilbert Stuart

#### T
- Jeremiah Theus
- Cephas Thompson
- Elkanah Tisdale
- John Trumbull

#### V
- John Vanderlyn
- William Verstille

#### W
- John Watson (pictor american)
- Benjamin West
- William Williams (artist)
- William Joseph Williams
- John Wollaston (pictor)

## Secolul al XVII-lea
- Hendrick Couturier

- Thomas Smith (pictor)